# 야후 옥션
야후 옥션(Yahoo Auctions)은 온라인 검색 대기업 야후!가 1998년 이베이와 경쟁하기 위해 설립한 서비스이다.
현재 대만과 일본에서는 두 가지 지역 서비스만 운영되고 있으며, 야후는 미국, 캐나다, 싱가포르, 홍콩, 영국, 아일랜드에서 서비스를 중단했다. 미국과 캐나다 지역은 2007년 6월 16일에 폐쇄되었고, 싱가포르 지역은 2008년 9월 22일에, 영국과 아일랜드 지역은 2002년 6월 28일에 폐쇄되었다. 영국과 아일랜드 서비스가 중단되는 동안 야후는 주요 경매 경쟁사인 이베이를 '선호' 서비스로 추천했다. 홍콩 서비스는 2020년 5월 31일에 종료되었다. 2022년 4월 6일 수요일부터 야후 옥션 일본어 버전은 EEA와 영국에서의 접속을 차단했다.
야후 일부 판매자는 수수료 없는 정책 덕분에 옥션을 선호했다. 모든 수익은 광고 수익에서 나왔다. 싱가포르 사용자들은 싱가포르에서 야후 옥션이 폐쇄된 후 높은 수수료와 웹사이트 복잡함을 이유로 이베이를 기피했다.